# Plagiophthalmosuchus
Plagiophthalmosuchus es un género extinto de crocodiliforme teleosauroideo que vivió durante el Jurásico Inferior (Toarciano). Ejemplares fosilizados han sido hallados en Inglaterra.

## Especies
La especie tipo de Plagiophthalmosuchus, P. gracilirostris, se describió originalmente como una nueva especie de Steneosaurus, S. gracilirostris. Sin embargo, Johnson (2019) y Johnson et al. (en prensa) determinaron que se trataba de un género distinto en sí mismo.